# 육조
육조(六曹, 문화어: 륙조)는 조선에서 행정을 각각 분담하여 집행하였던, 여섯 개의 중앙 행정 기관 및 관서를 가리킨다.
육조(六曺)에는 이조(吏曹), 호조(戶曹), 예조(禮曹), 병조(兵曹), 형조(刑曹), 공조(工曹)가 있다. 각 조의 수장은 판서라 칭하며, 고려에서는 정3품, 조선에서는 정2품 벼슬에 해당하였다. 조선에서는 각 조마다 종2품 참판과 정3품 참의를 두어 판서를 보좌하게 하였다. 오늘날의 행정각부에 해당한다.

## 역사
고려 초에는 선관(選官), 민관(民官), 병관(兵官), 형관(刑官), 예관(禮官), 공관(工官)의 육관이었다가 성종 때 이부, 호부, 병부, 형부, 예부, 공부의 육부(六部)로 개편하여 상서성 밑에 두었다. 그러나 원나라에서 중국의 행정기관 이름을 일개 왕국에서 쓸 수 없다 하여 다시 전리사, 판도사, 군부사, 전법사의 사사(四司)로 통합 개편하였다. 이후로도 이름의 많은 개편이 있다가 마지막 대인 공양왕 1년(1390년)에 비로소 이조, 호조, 병조, 형조, 예조, 공조의 육조(六曹) 등으로써 중앙 행정 기관 체제의 개편 정비가 되었다.
1392년 조선은 개국과 함께 이 이름을 그대로 계승하여 육조를 설치하고 의정부 밑에 편입시켰다. 그리고 태종 1년(1401년)에 육조를 따로 독립시켜, 그 때부터 수장인 정3품 전서(典書)를 당상관인 정2품 판서로 승격시켰다. 또한 회계권과 병권, 문무관의 인사권을 육조에 주어 정책 결정 기관으로서의 위상을 갖게 되었다.
이와 같이 정무와 관직을 6관 및 6부로 분류하는 6분법(六分法)은 중앙관제의 6조편제는 물론 승정원(承政院)과 지방관아의 부서(部署) 편제에까지 6방제(六房制)로서 널리 응용되었다.
1894년(고종 31년) 6월에 내무아문, 외무아문 등 8개 아문(衙門)으로 개편되면서 폐지되었다.

## 구성

### 기본 직제
6조에는 각각 판서(判書)·참판(參判)·참의(參議) 각 한 사람씩이 있어 이를 3당상(三堂上)이라고 하고, 소속 관원으로 정랑(正郞)·좌랑(佐郞) 각 3~4명씩 있어 이를 낭관(郎官)이라고 했다.
- 정2품 판서 1명 : 기관장
- 종2품 참판 1명 : 판서 보좌
- 정3품 참의 1명 : 판서 및 참판 보좌

정3품 참지 1명 : 병조에 추가 설치된 관직 (이상 당상관)
- 정5품 정랑 3~4명 : 각 부서 업무 담당 (국장급)[2]
- 정6품 좌랑 3~4명 : 각 부서 업무 담당 (과장급)
- 기타 서리, 사령 등 : 각 조에 소속된 행정 실무자 (중인 계층)

### 육조 부서
6조는 그 사무를 처리하기 위해 각 조내에 여러 개의 사(司, 오늘날의 OO국에 해당)를 두어 사무를 분담하는 형태로 운영하였는데, 각 사는 정랑, 좌랑 각 1명 또는 2명이 겸직으로 배치되었다. 각 조에 설치된 속사는 다음과 같다.
- 이조 - 오늘날의 행정안전부(인사혁신처)와 비슷한 기능 수행

문선사(文選司): 관리의 채용·임용·봉급 등에 관한 일
고훈사(考勳司): 봉군·봉작 등에 관한 일
고공사(考功司): 인사 평가, 아전에 관한 일
- 호조 - 오늘날의 기획재정부와 비슷한 기능 수행

판적사(版籍司): 호구 조사, 토지, 조세, 환곡에 관한 일
회계사(會計司): 각 관청의 재정, 수입, 지출에 관한 일
경비사(經費司): 중앙 관청의 경비 지출에 관한 일
- 예조 - 오늘날의 교육부, 외교부, 문화체육관광부, 보건복지부, 여성가족부와 비슷한 기능 수행

계제사(稽制司): 과거시험, 국가의 각종 의식 시행에 관한 일
전향사(典享司): 연회, 제례 등에 관한 일
전객사(典客司): 외국 사신 접대, 영접에 관한 일
- 병조 - 오늘날의 국방부와 비슷한 기능 수행

무선사(武選司): 무관의 선발·임명 및 봉급에 관한 일
승여사(乘輿司): 의위(儀衛: 의식에 참렬시키는 호위), 의장에 관한 일
무비사(武備司): 병갑(兵甲)·기장(器仗)·문호·관약 등에 관한 일
- 형조－오늘날의 법무부 및 법원와 비슷한 기능 수행

상복사(詳覆司): 상언(형벌의 상심 결정)에 관한 일
고율사(考律司): 법률, 사건 수사에 관한 일
장금사(掌禁司): 감옥 관리, 금지 사항에 관한 일
장례사(掌隷司): 노비, 포로에 관한 일
- 공조－오늘날의 국토교통부, 과학기술정보통신부, 산업통상자원부, 중소벤처기업부, 농림축산식품부, 고용노동부, 환경부와 비슷한 기능 수행

영조사(營造司): 관청, 궁궐 건물 및 산택(山澤)에 관한 일
공야사(攻冶司): 공장(工匠) 관리에 관한 일
산택사(山澤司): 영선(營繕)·도야(陶冶)에 관한 일

## 의의
조선시대의 6조가 각기 맡은 임무는 고려의 6부와 별 차이가 없었는데, 다만 조선의 6조는 고려의 6부보다 정치적 위상과 중요성 훨씬 컸다. 이는 조선의 정치기구가 고려보다 관료적이었다는 것을 말하여 준다.

## 육조거리
육조거리는 육조 관청이 있던 거리로 현재 경복궁 광화문 앞에서 세종대로 광화문 사거리까지 이르는 약 550m 길이의 주작대로이다. 태조 이성계가 조선을 건국하고 경복궁이 준공되던 해인 1395년에 조성되었다. 주작대로를 기준으로 동쪽에는 의정부, 이조, 한성부, 호조가 자리잡았고, 서쪽에는 예조, 중추부, 사헌부, 병조, 형조, 공조, 사역원이 자리하였다. 1592년 임진왜란으로 경복궁이 불타 없어졌으나 육조거리는 그대로 존속하여 각 행정관청이 계속 기능하였다. 대원군이 경복궁을 중건할 때 육조거리 각 관청도 새로 정비되었고 이때 예조 터에 삼군부가 다시 자리하게 되었다.

### 육조거리 유적
2008년 광화문광장 조성 공사와 함께 육조거리에 대한 발굴이 시행되었다. 이순신 장군 뒤편을 4m 정도 파내려갔을 때 모래층과 펄층 밑에서 동물뼈와 철화백자 용문 항아리 조각 같은 백자편, 토기편 등이 발굴되었다. 이는 인공으로 조성된 육조거리 지층의 일부로 확인되었다. 이후 10개의 트렌치를 발굴하여 1968년에 철거한 전차 선로의 침목을 발견하였고 그 밑으로 4m를 조사하여 조선개국시 조성층, 임진왜란 전후 층, 고종때의 중건기 층, 일제강점기 이후 층을 발견하였다. 육조거리는 자갈이나 잡석을 깔지 않은 흙다짐 토층 도로였다.

## 같이 보기
- 한국의 역사
- 삼성육부제